# Пещерка (Залісовський округ)
Пеще́рка (рос. Пещерка) — село у складі Залісовського округу Алтайського краю, Росія.

## Населення
Населення — 1260 осіб (2010; 1421 у 2002).
Національний склад (станом на 2002 рік):
- росіяни — 86 %